# تشرونا رتشیتسه
تشرونا رتشیتسه (به چکی: Červená Řečice) یک منطقهٔ مسکونی و شهرستان دارای شهرک سابقاً روستا در جمهوری چک است که در ناحیه پلهریموو واقع شده‌است. تشرونا رتشیتسه ۹۷۵ نفر جمعیت دارد.